# Трофимов, Иван Андреевич
Иван Андреевич Трофимов (1924—1945) — красноармеец Рабоче-крестьянской Красной Армии, участник Великой Отечественной войны, Герой Советского Союза (1945).

## Биография
Иван Трофимов родился 19 сентября 1924 года в деревне Немерь (ныне — Дубровский район Брянской области). После окончания семи классов школы работал в колхозе. В начале Великой Отечественной войны оказался в оккупации, после освобождения в октябре 1943 года Трофимов был призван на службу в Рабоче-крестьянскую Красную Армию. С марта 1945 года — на фронтах Великой Отечественной войны, был наводчиком станкового пулемёта 93-го стрелкового полка 76-й стрелковой дивизии 47-й армии 1-го Белорусского фронта.
Отличился во время штурма Берлина. В боях за берлинские пригороды он лично подавил огонь нескольких огневых точек, способствовав продвижению вперёд своего подразделения. 28 апреля 1945 года в районе Шпандау Трофимов подбил 2 БТР и уничтожил вражеский пулемётный расчёт, но и сам погиб в том бою. Похоронен в Берлине.
Указом Президиума Верховного Совета СССР от 31 мая 1945 года за «мужество и героизм, проявленные при штурме Берлина», красноармеец Иван Трофимов посмертно был удостоен высокого звания Героя Советского Союза. Также посмертно был награждён орденом Ленина.